# Peroxid

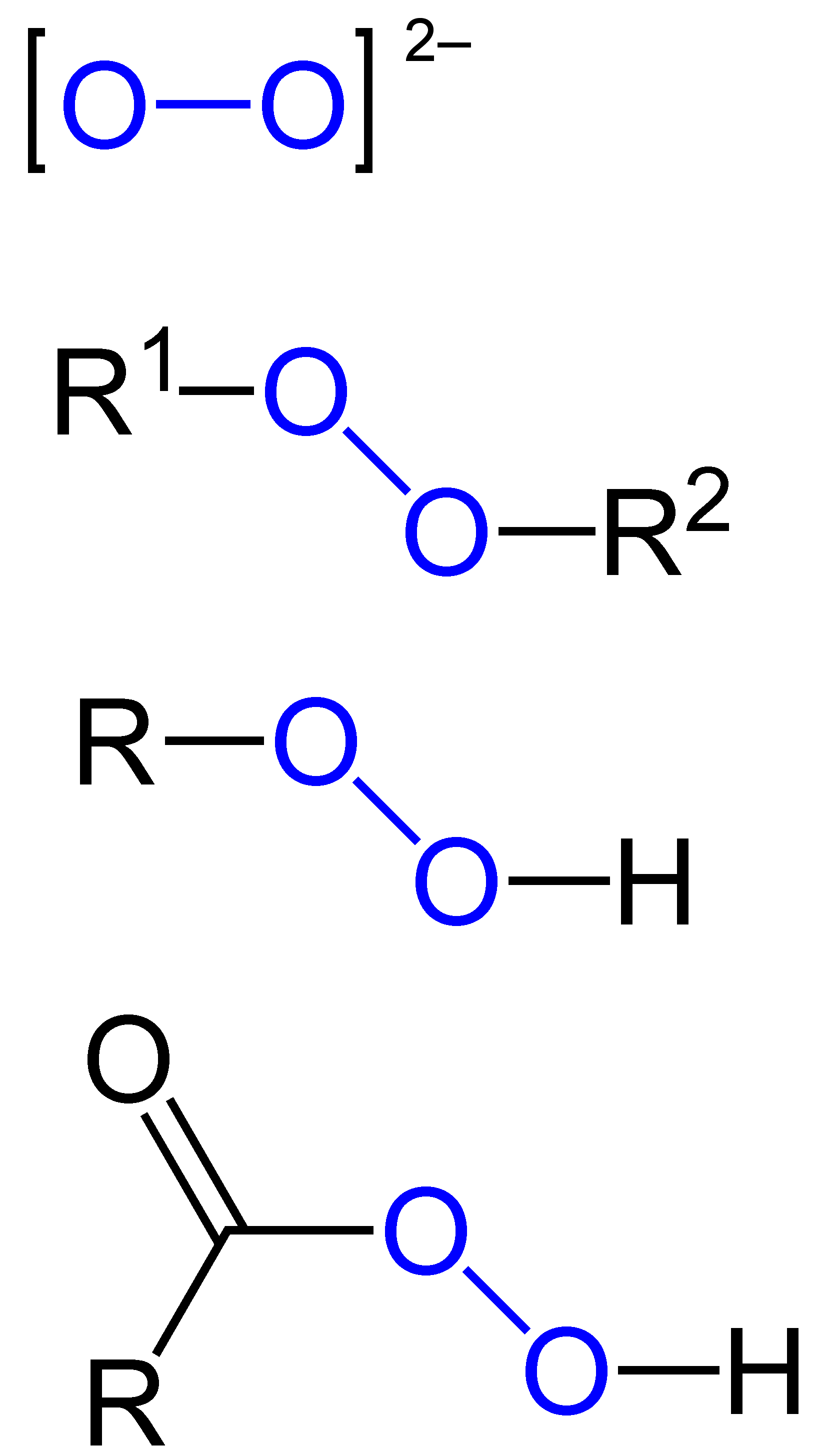
Structura chimică a unor tipuri de peroxizi: ion peroxid, peroxid organic, hidroperoxid organic, peracid. Grupa peroxid este colorată în albastru. R, R^{1} și R^{2} resturi hidrocarbonate.

Peroxizii sunt derivați ai peroxidului de hidrogen, rezultați prin înlocuirea hidrogenului acesteia cu metale sau cu radicali organici, care conțin în moleculă gruparea caracteristică peroxi ({\displaystyle -O-O-\!}).
Prin tratare cu acizi diluați, peroxizii metalelor dau apă oxigenată și sărurile metalelor respective.

## Exemple

### Peroxidul de sodiu
Peroxidul de sodiu ({\displaystyle Na_{2}O_{2}\!}) este o substanță gălbuie, formată prin arderea sodiului într-un curent de aer uscat.
Reacționează cu apa rece, formând apă oxigenată și hidroxid de sodiu.

### Peroxidul de benzoil
Peroxidul de benzoil ({\displaystyle [C_{6}H_{5}C(O)]_{2}O_{2}\!}) este un derivat al apei oxigenate, rezultat prin înlocuirea atomilor de hidrogen ai acesteia cu două grupări benzoil ({\displaystyle C_{6}H_{5}CO\!}).